# アドルフ2世 (シャウムブルク＝リッペ侯)
アドルフ2世（Adolf II. Fürst zu Schaumburg-Lippe, 1883年2月23日 - 1936年3月26日）は、ドイツのシャウムブルク＝リッペ侯（在位：1911年 - 1918年）。その短い治世にバート・アイルゼンの開発・建設事業に尽力した。全名はアドルフ・ベルンハルト・モーリッツ・エルンスト・ヴァルデマール（Adolf Bernhard Moritz Ernst Waldemar）。

## 生涯
シャウムブルク＝リッペ侯ゲオルクとその妻でザクセン＝アルテンブルク公子モーリッツの娘であるマリア・アンナの間の第1子、長男として生まれ、1911年に父の後を継いだ。第1次世界大戦後の1918年11月15日、ドイツ革命の最中に退位した。これによりシャウムブルク＝リッペ家は統治者としての地位を失った。
アドルフ2世は即位後、侯国の領内における大規模な建設事業を開始し、手始めにビュッケブルクにシャウムブルク＝リッペ侯爵家霊廟（Mausoleum Bückeburg）を建設した。アドルフ2世は続いて同じくビュッケブルクに侯爵家立美術工芸学校（後の侯爵アドルフ陶磁器工房）、侯爵家立音楽学校（後の国防軍軍楽学校、卒業生にはジェームス・ラストがいる）を創設した。しかしビュッケブルクにおける建築事業計画は第1次世界大戦の勃発によって中止される。
一方、ビュッケブルク郊外バート・アイルゼンの温泉療養地の開発事業は、第1次世界大戦中に始まった。現在も存立する同町の主要な建造物は全て1920年代初頭までに完成されており、狂騒の20年代において、バート・アイルゼンは王侯のための保養地としてその名声を高めた。
1920年1月10日、ベルリンにおいて女優のエリーザベト・フランツィスカ（エレン）・ビショフ＝コルトハウス（Elisabeth Franziska (Ellen) Bischoff-Korthaus, 1894年 - 1936年）と結婚した。この結婚は系図学者シュテファン・ケクレ（Stephan Kekule、化学者アウグスト・ケクレの息子）の仲介で成立した。侯爵夫妻に子供は無かった。
夫妻はブリユニの別荘やプラッハ・イム・イーザルタールのヴィラ・シャウムブルクで暮らした。アドルフ2世は1934年6月11日、ゲシュタポの家宅捜索を受けた。これはスペインやイタリアで活動していたゲシュタポ諜報部員クルト・フォン・ベーア（Kurt von Behr）の密告による捜索であった。
1936年3月26日、アドルフと妻エレンの乗った飛行機がメキシコのポポカテペトル山近くで墜落事故を起こし、夫妻は事故に巻き込まれて亡くなった。侯爵家の家督はすぐ下の弟ヴォルラートが相続した。ヨーゼフ・ゲッベルスの副官を務めていた弟のフリードリヒ・クリスティアンは、侯爵夫妻の埋葬の際、義姉のエレンが「アーリア人の出自」では無いとして彼女を侯爵家霊廟に葬ることに反対した。